# ウェイトレス (ミュージカル)
『ウェイトレス』は、サラ・バレリスが作詞・作曲し、ジェッシー・ネルソンが脚本を手掛けたミュージカル舞台。2007年に公開されたエイドリアン・シェリー脚本の同名の映画に基づき、制作されている。
映画から舞台版への興行権は2007年に購入し、ミュージカル版のクリエイティブチームは2013年に結成した。オリジナル版ミュージカルは、ケンブリッジ マサチューセッツ州のアメリカン・レパートリー・シアターで2015年8月に初演を迎えた。ダイアン・パウルス演出のチェイス・ブロック振付、そして主演はジェナ役のジェシー・ミューラー、ジム役のドリュー・ゲヘリングとエール役のジョウ・ティペットであった。2016年4月にブロードウェイのブルックス・アトキンソン・シアターで開幕を果たし、全米ツアーが2017年から始まると決定している。

## あらすじ
ジェナ・ハンターソンはアメリカ南部の田舎町で退屈な日々を夫アールと暮らす一方、近所のカフェでウェイトレスとして働きながらパイを作っていたが、予期せず妊娠に見舞われ、担当の婦人科医ジム・ポマターと浮気を始めてしまう。本心を探る中、ジェナはパイのコンテストとその優勝賞金を新聞で見かける。

## 経緯
原作は、2007年公開のインディ映画『ウェイトレス 〜おいしい人生のつくりかた』が基となっている。ケリー・ラッセル主演、エイドリアン・シェリー監督・脚本によるこの映画は150万ドルで制作され、230万ドル以上の世界興行収入を得たことで知られる。なお、エイドリアンは2007年サンダンス映画祭初演の3か月前に殺害されている。
2013年トニー賞が開催した後に、本作プロデューサーのベリーとフラン・ウェッスラーは映画のミュージカル版の制作が始まったと発表した。加えて、ポーラ・ボゲル脚本、サラ・バレリス作詞作曲、ダイアン・パウルス演出と発表。ウェスラー兄弟は原作映画の2007年公開後に舞台興行権を取得した。ポーラ・ボゲルは2014年1月に制作チームを降壇している。2014年12月11日、ミュージカル版は正式決定されたと同時に、試験興行初演はケンブリッジ マサチューセッツ州)アメリカン・レパートリー・シアターで行い、2015-2016シーズンの本作品公演は同場所で行うと発表した。加えて、ジェッシー・ネルソンが亡きエイドリアン・シェリーに代わって脚本を務めるとも公表した。ワークショップも発表と同月にニューヨーク市で開かれ、ジェシー・ミューラー、キアラ・セトル、クリストファー・フィッツジェラルドや ブライス・ピンクハム 、アンディー・カール等が出演した。ネルソンは亡きアドリエンの未完成であったスクリプトを使用することで、彼女の声を作品に生かそうとした。

## オリジナル・ブロードウェイ公演
ウェイトレス の試験興行プレビューは2015年8月2日に、ケンブリッジ (マサチューセッツ州)のアメリカン・レパートリー・シアターで始まり、開幕は8月19日から閉幕が2015年9月27日まで行われた。ワールドプレミアのチケットは即完売した。本作のケンブリッジ公演はジェッシー・ネルソン脚本、ダイアン・パウルス演出、チェイス・ブロック振付、スコット・パスク装置、スティラット・アン・ララブ衣裳、ケネフ・ポズナー照明、ナディア・ディギャルナルド音楽監督、ジョナサン・ディーンズ音響のメンバーで制作が進められた。当初の主なキャストは ジェナ役のジェッシー・ミューラー、ジム役のデュリュー・ヘリング、エール役のジョー・ティペット、ダーン役のジェナ・デュ・ワール、ベッキー役のキアラ・セトル、ジョー役のダキン・マシューズ、オーギー役のジェレミー・モールス、カール役のエリック・アンダーソンであった。
ザ・アメリカン・レパートリー・シアターでの試験興行中に、ブロードウェイへの移転は2016年3月と決断したことが発表された。ブロードウェイでのプレビューはブルックス・アトキンソン・シアターで2016年3月25日から始まり、正式オープニングは4月24日に開幕した2015-2016年度のトニー賞ラインナップに入る締め切が4月28日であった中、無事に仲間入りを果たした。ブロードウェイ公演のチケット販売は2月15日から始まった。劇場移動と共にクリエイティブチームに変更があった。振付はチェイス・ブロックからロリン・ラタローに、照明はケネフ・ポズナーからクリストファー・エカリンドにそれぞれ交代した。新クリエイティブチームが揃った中、脚本・振付は見直され、新曲がバレリスにより追加された。本作の「パイ」を作るシーンによりリアリティを持たせるため、マンハッタンでベイカーとして働くステイシー・ドネリーもチームに加わっている。ドネリーはキャストにパイの作り方の中でも、パイ生地の煉り方を教えた。ジェナ役であるミュラーには卵の割り方や小麦粉のふるい方や煉り方を役上学ぶ必要があった。観客に作品の世界観へ浸ってもらうよう、出来上がったばかりのパイを劇場入り口に置くことで、パイ屋さんの雰囲気を作り、本物のパイを劇場で販売した。ブロードウェイ公演の主なキャストにも変更があった。エール役はニック・コーデロへ、ダーン役は キミコ・グレンへ、ニューヨークワークショップからオーギー役はクリストファー・フィッツジェラルドへとなった。ブルックス・アトキンソン・シアターでのプレビュー時の一公演で、14万5532ドルの興行を果たしている。本作のブロードウェイ公演を果たすためには、初期投資コスト1200万ドル必要であった。プレビュー時に、技術面のトラブルで公演が一旦停止したときには、本作の作詞作曲サラ・バレリスが2曲生演奏をしている。その1曲は、ブロードウェイ公演でカットされたDown at the Dinerを歌っている。
ウェイトレスはサラ・バレリス作詞作曲、ジェッシー・ネルソン脚本、ロリン・ラタロー振付、ダイアン・パウルス演出の中、ブロードウェイ史上初めての制作チームの4担当が女性で占められている。加えて、衣裳と音楽監督も女性が担当している。サラ・バレリスは女性チームの一員となれたことが光栄ですとコメントしている：「このような快挙を果たした一員となることはとても嬉しい。このチームは一人ひとりの思いをまとめたビジョンに向かって日々没頭する女性たちの集まりである。」。今快挙以外の似た経緯を持つミュージカルは1978年の作品Runawaysである。この作品の脚本、作曲、作詞、振り付きと演出はすべてエリザベス・スワドスによって行われた。
全米ツアーは2017年10月17日にクリーブランドのプレイハウス・スクエア劇場から開幕する予定である。

## 受賞歴
| 年   | 賞                                 | 部門                                     | 候補者                                   | 結果       | 出典   |
| ---- | ---------------------------------- | ---------------------------------------- | ---------------------------------------- | ---------- | ------ |
| 2016 | トニー賞                           | ミュージカル作品賞                       | ミュージカル作品賞                       | ノミネート | [ 38 ] |
| 2016 | トニー賞                           | オリジナル楽曲賞                         | サラ・バレリス                           | ノミネート | [ 38 ] |
| 2016 | トニー賞                           | ミュージカル主演女優賞                   | ジェシー・ミューラー                     | ノミネート | [ 38 ] |
| 2016 | トニー賞                           | ミュージカル助演男優賞                   | クリストファー・フィッツジェラルド       | ノミネート | [ 38 ] |
| 2016 | ドラマ・デスク・アワード           | ミュージカル作品賞                       | ミュージカル作品賞                       | ノミネート | [ 39 ] |
| 2016 | ドラマ・デスク・アワード           | ミュージカル主演女優賞                   | ジェシー・ミューラー                     | ノミネート | [ 39 ] |
| 2016 | ドラマ・デスク・アワード           | ミュージカル助演男優賞                   | クリストファー・フィッツジェラルド       | 受賞       | [ 39 ] |
| 2016 | ドラマ・デスク・アワード           | ミュージカル脚本賞                       | ジェシー・ネルソン                       | ノミネート | [ 39 ] |
| 2016 | ドラマ・デスク・アワード           | 作曲賞                                   | サラ・バレリス                           | ノミネート | [ 39 ] |
| 2016 | ドラマ・デスク・アワード           | 作詞賞                                   | サラ・バレリス                           | ノミネート | [ 39 ] |
| 2016 | ドラマ・リーグ・アワード           | ミュージカル作品賞                       | ミュージカル作品賞                       | ノミネート | [ 40 ] |
| 2016 | ドラマ・リーグ・アワード           | パフォーマンス賞                         | ジェシー・ミューラー                     | ノミネート | [ 40 ] |
| 2016 | アウター・クリティクス・サークル賞 | ブロードウェイ・ミュージカル作品賞       | ブロードウェイ・ミュージカル作品賞       | ノミネート | [ 41 ] |
| 2016 | アウター・クリティクス・サークル賞 | ミュージカル主演女優賞                   | ジェシー・ミューラー                     | ノミネート | [ 41 ] |
| 2016 | アウター・クリティクス・サークル賞 | ミュージカル助演男優賞                   | クリストファー・フィッツジェラルド       | 受賞       | [ 41 ] |
| 2016 | アウター・クリティクス・サークル賞 | 楽曲賞                                   | サラ・バレリス                           | ノミネート | [ 41 ] |
| 2016 | Broadway.com Audience Awards       | Favorite Musical                         | Favorite Musical                         | ノミネート | [ 42 ] |
| 2016 | Broadway.com Audience Awards       | Favorite Actress in a Musical            | ジェシー・ミューラー                     | ノミネート | [ 42 ] |
| 2017 | グラミー賞                         | 最優秀ミュージカル・シアター・アルバム賞 | 最優秀ミュージカル・シアター・アルバム賞 | ノミネート | [ 43 ] |

## 日本公演
2021年3月、高畑充希の主演で日本初公演された。2025年4月 - 5月に再演予定。

### 初演
- 日程：2021年3月〜5月
- 会場：日生劇場、博多座、梅田芸術劇場メインホール、御園座
- 脚本：ジェシー・ネルソン
- 音楽・歌詞：サラ・バレリス
- オリジナルブロードウェイ振付：ロリン・ラッターロ
- オリジナルブロードウェイ演出：ダイアン・パウルス
- 製作・主催：東宝／フジテレビジョン／キョードー東京

### 再演
- 日程：2025年4月 - 5月（予定）
- 会場：日生劇場、Niterra日本特殊陶業市民会館、梅田芸術劇場、博多座
- 脚本：ジェシー・ネルソン
- 音楽・歌詞：サラ・バレリス
- 原作映画製作：エイドリアン・シェリー
- オリジナルブロードウェイ振付：ロリン・ラッターロ
- オリジナルブロードウェイ演出：ダイアン・パウルス
- 製作・主催：東宝／フジテレビジョン／キョードー東京
- 共同制作：バリー&フラン・ワイズラー